# Alue Jang
Alue Jang is een bestuurslaag in het regentschap Aceh Jaya van de provincie Atjeh, Indonesië. Alue Jang telt 591 inwoners (volkstelling 2010).